# 劉志霖
劉志霖（英語：Lau Chi Lam，1935年—2020年）是一名已故香港足球運動員，活躍於1950至1960年代，司職輔鋒，曾兩度奪得香港甲組足球聯賽神射手。

## 國際賽生涯
劉志霖曾代表香港足球代表隊出席多項洲際比賽。1956年，劉志霖隨香港以東道主身份參加首屆亞洲盃足球賽決賽周。1958年，代表香港出戰東京亞運會足球賽。1964年，相隔8年再度出戰亞洲盃決賽周。

## 榮譽
東方
- 香港甲組足球聯賽冠軍（1955–56季度）
- 香港高級組銀牌冠軍（1955–56季度）

傑志
- 香港高級組銀牌冠軍（1959–60季度）

元朗
- 香港甲組足球聯賽冠軍（1962–63季度）